# ازدواج ویکتوریا، ولیعهد سوئد و دانیل وستلینگ

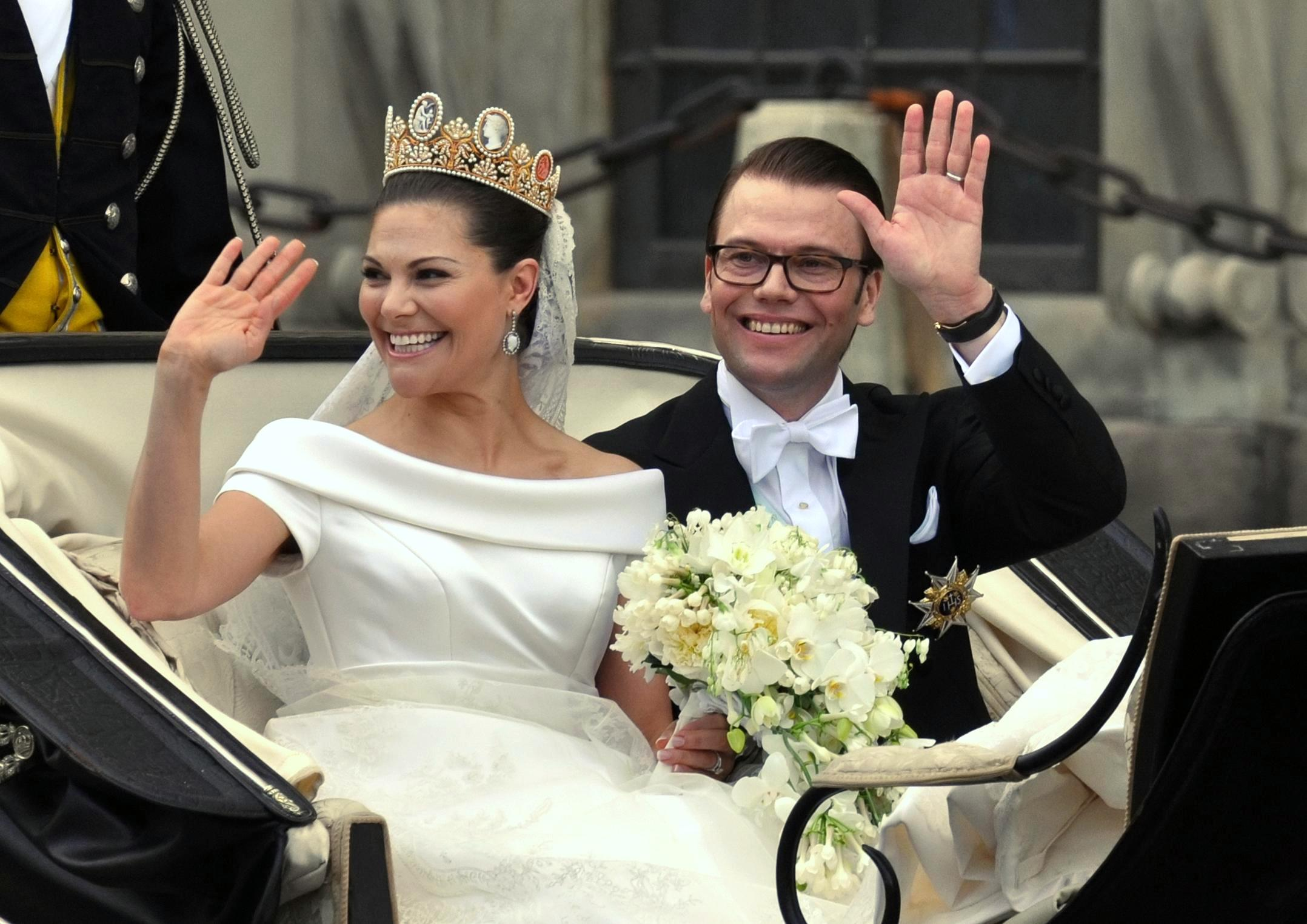
Wedding حرکت زوج سلطنتی در یک کالسکه روباز در استکهلم، ۱۹ ژوئن ۲۰۱۰

ازدواج سلطنتی ویکتوریا، ولیعهد سوئد و دانیل وستلینگ در روز ۱۹ ژوئن ۲۰۱۰ در کلیسای جامع استکهلم رخ داد. این مراسم بزرگترین ازدواج سلطنتی اروپا از زمان ازدواج چارلز شاهزاده ولز با دیانا اسپنسر در ۱۹۸۱، توصیف شده است. عنوان وستلینگ پس از ازدواج در حال حاضر والاحضرت شاهزاده دانیل دوک فسترگتلاند است.

## مهمانان
- شاهزاده مانوئل باواریا
- پادشاه و ملکه بلژیک
- پادشاه و ملکه بلغارستان (افتخاری)
- ملکه و شاهزاده همسر ملکه دانمارک
- پادشاه و ملکه یونان (افتخاری)
- ولیعهد ژاپن
- پادشاه و ملکه نروژ
- ملکه اسپانیا
- ولیعهد و همسر ولیعهد صربستان (افتخاری)
- ارل و کنتس وسکس (به نمایندگی از ملکه الیزابت دوم)
- پادشاه و ملکه اردن